# Tri Star (attractietype)
Een Tri Star is een attractietype voor pretparken ontwikkeld door HUSS Park Attractions.
De basis van de attractie gelijkt op de Enterprise. Een Enterprise is een grote schijf met 16 à 20 gondels die eerst horizontaal ronddraait, en wanneer hij genoeg snelheid heeft door een arm verticaal wordt gebracht. Bij een tristar zijn er drie schijven met elk 7 gondels die rond zichzelf draaien, en aan een centraal punt aan de arm bevestigd zijn waar ze ook nog eens omheen draaien. Een ander verschil met een Enterprise is dat de arm niet verticaal gaat staan, maar slechts een hoek van 45 graden maakt. Bij de Tristar worden dus, in tegenstelling tot de Enterprise, geen inversies gemaakt.

## Voorbeelden
- Ciudad Transformer in Parque de Diversiones (eerder als The Trinado in en:Idlewild and Soak Zone, 1998-2007)
- Péroké in La Mer de Sable (2007-heden) (eerder als Turbo Lift in Walibi Belgium (1978-1984) en als Sherwood's Revenge in Walibi Holland, 1994-2007)
- The Tide Traveller in en:Pleasurewood Hills (2005-2017)
- Tri-Star in Alton Towers (1989-1992)[3]
- Tri-star in Riverside Park (tegenwoordig Six Flags New England) (-1997)